# Edward Windsor
Edward Windsor, Lord Downpatrick (Edward Edmund Maximilian George Windsor, 2 de desembre de 1988) és l'únic fill i hereu aparent de George Windsor, comte de St. Andrews i la seva esposa Sylvana Tomaselli. És un membre menor de la Família Reial Británica Está en la línia de successió al ducat de Kent i serà el primer catòlic a ostentar el títol en segles. Ocupava el trentè sisè lloc en la línia de successió al tron britànic, però a causa de la seva conversió religiosa ha perdut els seus drets dinàstics.

## Família Reial
Lord Downpatrick va néixer a Londres i va créixer a la localitat de Cambridge, on la seva mare és acadèmica. Va estudiar en l'Eton College i posteriorment al Keble College, a Oxford Ha treballat per a l'empresa financera J.P. Morgan com a analista i actualment ocupa un lloc a Estée Lauder Companies.
El seu pare és el fill gran d'Eduard, duc de Kent i la seva dona Katharine, duquessa de Kent i hereu del ducat. Així doncs, Edward Windsor és el segon en la línia de successió del ducat de Kent i utilitza el títol de cortesia de Lord Downpatrick. El 2003, seguint l'exemple de la seva àvia, la duquessa de Kent, i el seu oncle, Lord Nicolau Windsor, es va convertir al catolicisme i, per tant, va ser exclòs de la línia de successió al tron britànic. Com la seva mare és catòlica, el seu pare també va ser exclòs de la línia de successió, quan s'hi va casar. Edward és el rebesnet del rei Jordi V i la reina Maria i un dels disset fillols de la difunta Diana, princesa de Gal·les.
És la persona de més alt rang exclòs de la línia de successió per ser catòlic sota els estatuts de l'Acta d'Establiment de 1701 seguit per la seva germana menor, Marina-Charlotte Windsor, que també és catòlica. No obstant això, una altra de les seves germanes, Amelia Windsor, segueix ocupant el lloc dels germans a la línia de successió.
Col·labora en actes de filantropia al costat del seu pare a Aldees Infantils SOS del Regne Unit i a l'Associació Internacional contra el Càncer.